# Bento Manuel Ribeiro
Bento Manuel Ribeiro (Sorocaba, 1783 — Porto Alegre, 30 de maio de 1855) foi um militar brasileiro, personalidade de diversas campanhas militares da História do Brasil, como a Guerra da Cisplatina (Guerra del Brasil) e Guerra dos Farrapos.

## Biografia
Bento Manuel Ribeiro era filho do tropeiro Manuel Ribeiro de Almeida e de Ana Maria Bueno. Em 1 de dezembro de 1800 alistou-se no regimento de milícias de Rio Pardo. Fez a campanha de 1801 como soldado, acompanhado de seu irmão capitão Gabriel Ribeiro de Almeida. Comandado pelo coronel Patrício Correia da Câmara, participou da expulsão dos espanhóis de Batovi e da fortaleza de Santa Tecla.
Participou nas campanhas da Primeira campanha cisplatina (1811-1812), como furriel, sendo promovido a tenente em 1813. Na Guerra contra Artigas iniciou servindo sob o comando do general Joaquim Xavier Curado.
Durante a Guerra dos Farrapos trocou de lado duas vezes, terminando ao lado dos imperiais. Foi descrito como fiel da balança do conflito. Durante a Revolução Farroupilha, na Guerra Grande, dirigiu os Farroupilhas à disposição de Fructuoso Rivera.
Casou-se em Caçapava do Sul a 15 de setembro de 1807 com Maria Manso da Conceição, filha de Antônio Monteiro Manso e de Ana Maria Martins. Era avô de Bento Manuel Ribeiro Carneiro Monteiro, prefeito do Distrito Federal e comandante militar.
Bento Manuel Ribeiro faleceu em Porto Alegre, em 30 de maio de 1855, "de congestão cerebral, sem sacramento por não procurarem", conforme consta no registro de óbito da Igreja Nossa Senhora do Rosário.
No documento, também está: "Natural de São Paulo, viúvo, com 73 anos, encomendado na Capela do Senhor dos Passos pelo padre Hildebrando de Freitas Pedroso e sepultado no cemitério extramuros". Conduzido na carruagem fúnebre número um, dos ricos, foi sepultado em 31 de maio de 1855 no Cemitério da Santa Casa, na catacumba número 859, nicho 39. O óbito está registrado no Livro Nº 2, "dos livres".
Seus restos foram trasladados para o jazigo da família em Pelotas, residência de seu filho Antônio Mâncio Ribeiro, conforme artigo "Vultos da Pátria", de autoria de Antônio da Rocha Almeida, publicado no "Correio do Povo" em 19/06/1960, p. 25.

## Representações na cultura
Na TV Bento Manuel foi interpretado pelo ator Luís Melo na série A Casa das Sete Mulheres.